# 津山町 (岡山県)
津山町（つやまちょう）は、岡山県苫田郡にあった町。現在の津山市の中心部にあたる地域であるが、津山駅からは少し離れている。
町制時は、現在の津山市大手町、桶屋町、鍛治町、上紺屋町、茅町、河原町、北町、京町、小性町、細工町、材木町、堺町、山下、下紺屋町、城代町、新魚町、新茅町、新職人町、船頭町、田町、椿高下、坪井町、鉄砲町、戸川町、二階町、西今町、西寺町、吹屋町、福渡町、伏見町、本町二丁目、本町三丁目、南新座、美濃町、宮脇町、元魚町、安岡町に当たり、廃止時点では旧・東南条郡津山東町の範囲も含む。
1914年、美濃職人町が美濃町と改称。町制廃止後の1952年、二丁目・三丁目が本町二丁目、本町三丁目と改称し、1971年には山下の一部が大手町となる。
ここでは津山東町を除いた津山町を中心とした現在の5つの地区についても扱う。

## 沿革
- 1889年6月1日 - 町村制施行に伴い、津山城下町の内、宮川以西の桶屋町、鍛治町、上紺屋町、茅町、河原町、北町、京町、小性町、細工町、材木町、堺町、山下、下紺屋町、城代町、新魚町、新茅町、新職人町、船頭町、田町、椿高下、坪井町、鉄砲町、戸川町、二階町、西今町、西寺町、吹屋町、福渡町、伏見町、二丁目、三丁目、南新座、美濃職人町、宮脇町、元魚町、安岡町が合併、西北条郡津山町となる。三丁目に役場を置く。
- 1900年4月1日 -東南条郡津山東町を編入すると共に 西北条郡が西西条郡、東南条郡、東北条郡と合併し、苫田郡となり、苫田郡津山町となる。
- 1923年4月1日 - 苫田郡林田村が町制・改称、津山東町となる。
- 1929年2月11日 - 苫田郡津山東町、院庄村、西苫田村、二宮村、久米郡福岡村と合併・市制により、津山市となる。

## 地名の読み方
旧・東南条郡津山東町の範囲を除く。多くについている町は「まち」と読むものと「ちょう」と読むものが混在。大半は「まち」と読む。現存の地名については各地名記事参照。廃止地名に関しては以下の通り。
- 二丁目（にちょうめ）
- 三丁目（さんちょうめ）
- 美濃職人町（みのしょくにんまち）

## 地区
旧・東南条郡津山東町の範囲を除いた旧・津山町の範囲は現在5つの地区に分かれる。城西地区には旧・西苫田村の小田中が含まれる。
学区
- 中央地区 - 小学区は堺町・二階町が東小学区、その他は北小学区。同様に中学区は堺町・二階町が北陵中学区、その他は鶴山中学区
- 鶴城地区 - 県道68号を挟み西部は西小学区、東部（鍛治町・下紺屋町）は北小学区。ただし南新座に関しては南部はすべて南小学区。中学校は鶴山中学区。
- 城北地区 - 小学校は位置により東小学区・北小学区・西小学区に分かれる。中学校は東小学区は北陵中学区、北小学区、西小学区は鶴山中学区。
- 城南地区 - 小学区は新魚町・吹屋町が南小学区、その他は東小学区。同様に中学区は新魚町・吹屋町が鶴山中学区、その他は北陵中学区。
- 城西地区 - 小学校は西小学区。ただし小田中の一部は北小学区。中学校は津山西中学区。ただし小田中の一部（北小学区の小田中全域と西小学区の小田中の一部）は鶴山中学区。

### 隣接地区
- 中央地区 - 津山市鶴城地区、津山市城北地区、津山市城南地区
- 鶴城地区 - 津山市中央地区、津山市城北地区、津山市城西地区、津山市福岡地区
- 城北地区 - 津山市中央地区、津山市鶴城地区、津山市城東地区、津山市城南地区、津山市城西地区、津山市西苫田地区、津山市東津山地区
- 城南地区 - 津山市鶴城地区、津山市城北地区、津山市城東地区、津山市福岡地区
- 城西地区 - 津山市鶴城地区、津山市城北地区、津山市佐良山地区、津山市田邑地区、津山市西苫田地区、津山市二宮地区、津山市福岡地区

### 地区の地名
- 中央地区 - 堺町、新職人町、戸川町、二階町、二丁目、三丁目、美濃町（美濃職人町）、元魚町
- 鶴城地区 - 桶屋町、鍛治町、上紺屋町、細工町、下紺屋町、坪井町、福渡町、南新座、宮脇町
- 城北地区 - 山下、北町、城代町、田町、椿高下
- 城南地区 - 河原町、京町、小性町、材木町、新魚町、船頭町、吹屋町、伏見町
- 城西地区 - 小田中、茅町、新茅町、鉄砲町、西今町、西寺町、安岡町

### 人口
8527人（2019年1月1日現在。住民基本台帳による。津山市調べ）。地区別の人口は以下の通り。
- 中央地区：400人
- 鶴城地区：907人
- 城北地区：1917人
- 城南地区：679人
- 城西地区：4624人

城西地区が多いが、城西地区の内、旧・城下町でない小田中が3618人と城西地区の大半を占める。
その他の地名ごとの人口については各地名記事参照。

### 教育

#### 保育園
- 城北地区
  - 津山保育園
  - 田町保育園

#### 学校
- 城北地区
  - 岡山県津山中学校（現・岡山県立津山中学校・高等学校）

### 公的機関
- 城北地区
  - 津山簡易裁判所
  - 美作保健所

## 交通

### 鉄道
5地区内を走る鉄道及びその駅なし。

### 道路
廃止当時は未完成。5地区内を走る高速道路なし。

#### 国道
- 城南地区
  - 国道53号

#### 県道
- 主要地方道
  - 岡山県道68号津山加茂線（城西・城南地区を除く）
- 一般県道
  - 岡山県道394号大篠津山停車場線（城北・城南地区）
  - 岡山県道452号小原船頭線（城北・城南地区）

## 河川・山岳

### 河川
- 吉井川（城南・城西地区）
- 宮川（城北・城南地区）
- 藺田川（中央・城南地区を除く）

## 名所・旧跡・観光スポット・祭事・催事

### 名所・旧跡
- 城北地区
  - 鶴山公園

### 祭事
- 津山まつり（10月第3・第4週末）
- 津山さくらまつり（4月1日 - 15日）

## 寺院・神社

### 寺院
- 究竟寺
- 妙願寺
- 長泉寺
- 福泉寺
- 泰安寺
- 愛染寺
- 本行寺
- 長安禅寺
- 妙法寺
- 寿光寺
- 大圓寺
- 妙勝寺
- 成道寺
- 光厳寺
- 本琳寺
- 高松最上稲荷（分院）

### 神社
- 徳守神社
- 八頭神社
- 出雲大社（分院）